# Comandante Fontana
Comandante Fontana ist die Hauptstadt des Departamento Patiño in der Provinz Formosa im Norden Argentiniens. Sie liegt 184 Kilometer von der Provinzhauptstadt Formosa entfernt, mit der sie über die Ruta Nacional 81 verbunden ist. In der Klassifikation der Gemeinden der Provinz gehört es zu den Gemeinden (Municipio) der 3. Kategorie.

## Geschichte
Das Gebiet des heutigen Comandante Fontana war ursprünglich Territorium der Matacos, die den spanischen Eroberern Widerstand leisteten. 1781 kam es zur Tötung von 65 Kriegern, 13 Frauen und 12 Kindern.

## Söhne und Töchter der Stadt
- Rubén Galván (1952–2018), Fußballspieler